# تپه چشمه زق
تپه چشمه زق مربوط به اواخر دوره اشکانیان - اوایل دوره ساسانیان است و در شهرستان خرم‌آباد، بخش دور چگنی، دهستان تشکن، ۵۰۰ متری شمال روستای چم داود واقع شده و این اثر در تاریخ ۲۲ اسفند ۱۳۸۵ با شمارهٔ ثبت ۱۸۱۶۱ به‌عنوان یکی از آثار ملی ایران به ثبت رسیده است.